# Antònia Fontanillas Borràs
Antònia Fontanillas Borràs (Barcelona, 29 de maio de 1917 – Dreux, 23 de setembro de 2014) foi uma militante anarco-sindicalista e lutadora anti-franquista espanhola que faleceu no exílio.

## Obras
- Testigo sobre Germinal Gracia (1992, inédito),
- Desde uno y otro lado de los Pirineos (1993, inédito)
- Francisca Saperas (1995, inédito)
- De lo aprendido y vivido (1996, traduzido para o italiano por Volontà)
- Mujeres Libres. Luchadoras libertarias (1998)
- Lola Iturbe: vida e ideal de una luchadora anarquista (2006, com Sonya Torres)